# Hilton Armstrong
Hilton Julius Armstrong jr. (Peekskill, 11 novembre 1984) è un ex cestista e allenatore di pallacanestro statunitense.
Durante la sua carriera universitaria ha giocato come ala e centro per gli Huskies dell'Università del Connecticut. In passato ha giocato per i New Orleans Hornets, i Sacramento Kings, gli Houston Rockets, i Washington Wizards, gli Atlanta Hawks e i Golden State Warriors in NBA. Era anche nel roster pre-stagionale degli Indiana Pacers nel 2014 e ha giocato per i Los Angeles Clippers nel 2012 nella NBA summer league.

## College
Dopo essersi diplomato alla Peekskill High School ha iniziato lentamente come atleta del college, con una media inferiore a 4 punti in ciascuna delle prime tre stagioni di UConn con gli Huskies. Tuttavia, ha migliorato notevolmente nel suo anno da senior, segnando 9,7 punti, 6,6 rimbalzi e 3,1 stoppate, e tirando il 61% dal campo. Ha seguito il suo compagno di squadra Josh Boone e ha vinto il titolo di MVP nella stagione 2005-06.

## Palmarès
- Campione NCAA (2004)
- All-NBDL Second Team (2014)
- 2 volte All-NBDL All-Defensive Second Team (2013, 2014)
- Migliore nella percentuale di tiro NBDL (2013)